# Могила Артура
«Могила Артура: последняя встреча Ланселота и Гвиневры» (англ. Arthur's Tomb or The last meeting of Launcelot and Guenevere) — акварель английского художника-прерафаэлита Данте Габриэля Россетти, созданная в 1855 году. Хранится в Британском музее в Лондоне.
Сюжет картины связан со сказаниями о короле Артуре. Вдова Артура Гвиневра стоит на коленях у его могилы, Ланселот пытается её поцеловать, но королева отстраняет его рукой: она уже решила уйти в монастырь.